# Campeonato Carioca de Futebol de 1980 - Segunda Divisão
O Campeonato Carioca da Segunda Divisão de 1980, chamado à época Divisão de Acesso de 1980, foi uma edição da segunda divisão do campeonato estadual de futebol profissional do Rio de Janeiro. A competição foi organizada pela Federação de Futebol do Estado do Rio de Janeiro (FERJ).
A competição foi organizada em dois grupos paralelos, a Segunda Divisão da Capital, que apesar do nome, também possuía times de fora da capital; e a Segunda Divisão do Interior.

## Participantes
O Campeonato Estadual da Segunda Divisão foi disputado pelas seguintes agremiações:

### Capital
O certame, premiado com a Taça Alfredo Curvelo contou com as seguintes agremiações:
- Olaria Atlético Clube, do Rio de Janeiro
- Madureira Esporte Clube, do Rio de Janeiro
- Bonsucesso Futebol Clube, do Rio de Janeiro
- Associação Atlética Portuguesa, do Rio de Janeiro
- São Cristóvão de Futebol e Regatas, do Rio de Janeiro
- Goytacaz Futebol Clube, de Campos
- Friburguense Atlético Clube, de Nova Friburgo
- Associação Desportiva Niterói, de Niterói

Olaria, Bonsucesso, Goytacaz e Niterói disputaram a série B no mesmo ano em que caíram. Foram promovidos para a Primeira Divisão de 1981 o campeão Olaria e o vice Madureira. Não confundir esta série B de 1980 (Taça Alfredo Curvelo) com o Torneio Seletivo para o Campeonato Estadual de 1980.

### Interior
- Clube Esportivo Rio Branco, de Campos
- Esporte Clube Costeira, de Niterói
- Esporte Clube Nova Cidade, de Nilópolis
- Mesquita Futebol Clube, de Mesquita
- Novo Rio Futebol Clube, de São João de Meriti
- Rubro Atlético Clube, de Araruama

O campeão foi o EC Costeira de Niterói e o vice-campeão foi o Novo Rio FC, de São João de Meriti, que daria origem em 1981 à União Esportiva Coelho da Rocha. Não houve promoção para a Primeira Divisão do ano seguinte.